# Долна Калифорния (полуостров)
Долна Калифорния (на испански: Península de Baja California) е полуостров в северозападната част на Мексико, в щатите Долна Калифорния (без най-северната му част) и Южна Долна Калифорния. Дължината му от север-северозапад на юг-югоизток е 1247 km, ширината от 50 до 250 km, а площта 143 390 km². Затваря от юг-югозапад големия Калифорнийски залив. На север границата с континента се прекарва от залива Тодос Сантос на запад от устието на река Колорадо на изток.

## Брегове
Източните бегове на полуострова са предимно стъмни, високи, на места скалисти и сравнително слабо разчленени, като по-големите заливи са Ла пас, Консепсион и Сан Карлос. В близост са разположени множество малки острови: Анхел де ла Гуарда, Кармен, Монсерате, Санта Каталина, Сан Хосе, Еспирито Санто, Сералво и др. Западните брегове са предимно ниски, на места от лагунен тип, преобладаващо пустинни и много по-разчленени. Най-големите заливи от север на юг са: Тодос Сантос, Сан Кинтин, Себастиан Вискано (най-голям), Сан Кристобал, Сан Иполито, Баленос, Сан Хуанико, Санта Мария, Магдалена и др., а най-големите крайбрежни острови – Седрос, Магдалена, Санта Маргарита и др.

## Релеф
Полуостровът е бил е откъснат от континента преди около 12 и 6 млн. години, влиза в линията на разломната система на Сан Андреас и е активна земетръсна зона. По цялото му протежение, покрай източното му крайбрежие се простира верига от обособени вулканични и кристалинни масиви (Сиера Сан Педро Мартир, Сиера де ла Хиганта и др.) с преобладаващи височини от 500 до 1500 m. Най-високата точка е връх Ла Енкантада (3078 m), издигащ се в северната му част, в масива Сиера Сан Педро Мартир. Западните части на полуостров Долна Калифорния са заети от стъпаловидни плата с височина 1000 – 1500 m, приморски пустинни низини (Вискайно, Ляно де ла Магдалана) и късия хребет Сиера Вискайно (до 935 m).

## Климат, почви, растителност
Климатът на север е субтропичен, а на юг – тропичен. Средната януарска температура е от 8°С на север до 16°С на юг, а средната юлска съответно 16°С и 24°С. годишната сума на валежите почти повсеместно е под 250 mm. Често явление по западните му брегове са мъглите, дължащи се на преминаващото от север на юг студено Калифорнийско течение. Преобладаващите почви са сивоземните. растителността е предимно пустинна и полупустинна (различни видове сухолюбиви храсти, кактуси, агава, юка). В планините на отделни места са се запазили малки горски масиви.

## Население, историческа справка
Полуостров Долна Калифорния е слабо населен. Най-големите селища са градовете Ла Пас (административен център на щата Южна Долна Калифорния) и Енсенада (в най-северозападната му част). През 1539 – 1540 г. испанският мореплавател-конкистадор Франсиско де Ульоа открива и описва цялото му източно и част от западното му крайбрежие до 30°с.ш., а през 1542 г. друг испански мореплавател Хуан Кабрильо – остатъкът от западното му крайбрежие на север от 30°с.ш.